# Застрял в любви
«Застрял в любви» (англ. Stuck in Love) — независимый комедийный драматический фильм режиссёра и сценариста Джоша Буна. В главных ролях Дженнифер Коннелли, Грег Киннир, Лили Коллинз и Логан Лерман. Премьера состоялась на кинофестивале в Торонто 9 сентября 2012 года. В широкий прокат фильм вышел в 2013 году.

## Сюжет
Фильм рассказывает о сложных взаимоотношениях между успешным писателем Биллом Бордженсом (Грег Киннир) с бывшей женой Эрикой (Дженнифер Коннелли), дочерью-студенткой Самантой (Лили Коллинз) и сыном-подростком Расти (Нэт Вулфф).

## В ролях
| Актёр               | Роль                        |
| ------------------- | --------------------------- |
| Дженнифер Коннелли  | Эрика                       |
| Грег Киннир         | Уильям «Билл» Бордженс      |
| Лили Коллинз        | Саманта Бордженс            |
| Логан Лерман        | Луи                         |
| Кристен Белл        | Тришиа                      |
| Лиана Либерато      | Кейт                        |
| Нэт Вуллф           | Расти Бордженс              |
| Расти Джойнер       | Мартин                      |
| Патрик Шварценеггер | Глен                        |
| Стивен Кинг         | (камео, в роли самого себя) |

## Создание
6 марта 2012 было объявлено, что к актёрскому составу фильма присоединились Лили Коллинз, Логан Лерман, Лиана Либерато, Нэт Вольфф и Кристен Белл. Также было объявлено, что в фильме будет камео Стивена Кинга и, что второстепенные роли получили Расти Джойнер и Патрик Шварценеггер.
Съёмки фильма проходили с марта 2011 года по 6 апреля 2012 в Уилмингтоне, Северная Каролина и Райтсвилл Бич.